# Berliner Illustrations–Gesellschaft
Die Berliner Illustrations–Gesellschaft, auch Berliner Illustrationsgesellschaft genannt, war ein im Jahr 1900 in Berlin gegründeter Verband von Fotografen, durch den die Berufsbezeichnung Pressefotograf erstmals amtlich anerkannt wurde. Sie war „eine der ersten und erfolgreichsten Agenturen für Pressefotos“.

## Geschichte
Mit der Gründung der Berliner Illustrations–Gesellschaft (B.I.G.) durch die drei Schulfreunde Karl Ferdinand Delius, Martin Gordan und Heinrich Sanden im Jahr 1900 war der erste Fotografenverband entstanden, der für seine Mitglieder erstmals einheitliche Tarife sowie Lieferbedingungen im Umgang mit Illustrierten und anderen Presseunternehmen regelte. Delius übernahm die kaufmännische Leitung der Firma, Sanden die künstlerische, während Gordan, der als Sohn eines wohlhabenden jüdischen Schuhhändlers heiraten wollte und seinen zukünftigen Schwiegereltern eine eigene Existenzgrundlage vorweisen musste, mindestens Teilhaber des Unternehmens wurde.
Im Jahr 1910 wurde die Gesellschaft in Verband Deutscher Illustrationsphotographen umbenannt, später gab er sich den Namen Verband der Presse-Illustrations-Firmen.
1919 wurde die Mehrfachfunktion der Berliner Agentur eingestellt, die Gesellschaft unter ihren drei Teilhabern, die sich während der Weimarer Republik in verschiedenen Gremien zur Fotografie engagierten, aufgeteilt: In „der Blütezeit der illustrierten Presse“ führte Gordan die B.I.G. in kleinerem Rahmen alleine weiter. Sanden betrieb für die B.I.G. die Presseagentur „Atlantic“, und Delius vormalige Schüler Walter Bernstein und Willy Römer übernahmen die Agentur „Photothek“.
Nach der Machtergreifung durch die Nationalsozialisten wurde anstelle der vormaligen B.I.G. im Januar 1934 der im Sinne der NS-Propaganda fungierende und mit einer Zwangsmitgliedschaft seiner Mitglieder verbundene Berufsverband Reichsverband der Bildberichterstatter im Reichsverband der Deutschen Presse gebildet.
Da Walter Bernstein jedoch als Jude verfolgt wurde, wurde auch die „Photothek“ geschlossen; lediglich in der Presseagentur „Atlantic“ konnte er sich „bis zu seinem frühen Tod“ im Jahr der Reichspogromnacht 1938 noch ein kleines Auskommen erarbeiten.

## Persönlichkeiten
- vor 1908: Alfred Grohs[4]